# Daïra de Faidh El Botma
La daïra de Faidh El Botma est une circonscription administrative algérienne située dans la wilaya de Djelfa. Son chef-lieu est situé sur la commune éponyme de Faidh El Botma.
La daïra regroupe les trois communes:
- Faidh El Botma
- Amourah
- Oum Laadham